# Silvio José, el buen parásito
Silvio José, el buen parásito es una serie de cómic publicada por Paco Alcázar entre 2005 y 2014 en la revista humorística española El Jueves. Su protagonista homónimo es un eterno adolescente de cuarenta y cinco años de edad que aún vive soltero y en casa de su padre, a quien esclaviza y produce enormes quebraderos de cabeza. 
Según el propio autor, el físico del personaje está inspirado en el cantante Bonaldo Bonaldi, integrante del grupo The Gaylords (Gaylord & Holiday), quien desde 1976 fue conocido por su nombre artístico Burt Holiday. 

## Características
Lo más destacable son los elaborados y ácidos diálogos de los personajes, rociados con gran cantidad de crítica social y sazonados con grandes dosis de humor negro. La situación personal, actitudes y modo de expresarse del protagonista recuerdan vagamente a los de Ignatius J. Reilly, antihéroe de la novela de John Kennedy Toole, La conjura de los necios. Aparte de ella, bebe de fuentes televisivas (Seinfeld, Búscate la vida...)

## Personajes
- Silvio José Pereda Cortés, un inadaptado social de 45 años de edad, que vive con su padre en su apartamento y demuestra espléndidas dotes de escaqueo para librarse de cualquier trabajo. Sus entretenimientos son jugar a videojuegos (normalmente, su pasión son los juegos ambientados en la Segunda Guerra Mundial) en el ordenador, poner verde a su padre en un "famoso" foro de internet, a quien culpa de todos sus males, ver la televisión y dormir. Le encanta devorar comida basura entre la que destacan las salchichas "Chisparritas", el único alimento que tolera a la hora de cenar.

- Nicolás Pereda, el padre de Silvio José, con quien comparte piso, sufre estoicamente la mayoría de las maldades que comete su hijo y vive permanentemente en un estado de desesperación que le lleva periódicamente a la consulta del psiquiatra.

- Federico Tejada, el mejor y podría decirse único amigo de Silvio José, es un esquizofrénico de 44 años que va a todas partes con su Geyperman de la suerte. Este le sirve de guía y le da instrucciones mentales ante cualquier duda, no obstante sus consejos van desde quemar cosas a llevar a cabo actos violentos, algunos tan descabellados como besar a Silvio José u orinar sobre la gente para mostrar gratitud.

- Sebastián Cubero, el profesor de autoescuela, es otro conocido de la serie. Tiene la misma cara y peinado que Adolf Hitler pero parece no darse cuenta, pasa el tiempo usando las alcantarillas y los túneles del metro para desplazarse a pie y escribiendo poesía infantil que inevitablemente terminan en una repetición de mensajes sádicos, tales como:

Pepín es un huerfanito
que fríe un huevo frito
y martillazos en la cabeza
martillazos en la cabeza
martillazos en la cabeza

Si bien es cierto que a medida que transcurren las historietas se va curando de esta manía. Está divorciado y comparte con su exmujer la custodia de Margarita, su hija, bastante más madura que su padre a pesar de estar en educación primaria, y que tiene que sufrir los desmanes de este.
- Otro personaje común es el Doctor De la Cuadra Saavedra, un psiquiatra que necesita análisis psiquiátrico cuyo único objetivo es torturar a sus pacientes (entre ellos el padre de Silvio) para seguir cobrándoles las visitas.

- Otro personaje menos recurrente es la madre de Silvio, Berta Cortés, que aparte de una absoluta inestabilidad vital, tiene otras peculiaridades como la ninfomanía y el consumismo desbordante.

- Sergio es un chico de catorce años vecino de los Pereda, también aficionado a los videojuegos y hacker, que frecuentemente recibe visitas de Silvio José para que le preste videojuegos o para requerirle de él algún favor, que normalmente acaba mal para el joven. Con el tiempo parece perder el interés por los videojuegos y comienza a tocar en un grupo de música (Aparentemente, de rock and roll).

- Gaspar Müller Cortés es el hijo que tuvo la exmujer de Nicolás Pereda en su siguiente matrimonio, y hermanastro de Silvio José. De personalidad débil, su total ineptitud en los negocios le llevó a la bancarrota con decisiones tremendamente absurdas. Casi siempre está con el agua al cuello y no es raro que le deba dinero a la mafia. Acabará encontrando trabajo como empleado en el zoo de Máximo Satrústegui.

- Máximo Satrústegui es el director del zoológico. Neurótico y autoritario, viste con pantalones de piel de cocodrilo y lleva una de leopardo a modo de capa con capucha todo el tiempo. Se atiene a la "ley del zoológico" para mantenerlo como si fuera un estado independiente del resto del país y del mundo, y va desde organizar cacerías contra sus animales a soltar a las fieras al público como si de un encierro de toros se tratara.

- Arquímedes Puyo es el propietario de la librería-revistería y artículos de coleccionismo que frecuenta Silvio José. Indolente y rastrero, carece de compasión y no duda en conseguir material robado o por muy bajo precio para luego venderlo a precios desorbitados. Su hija Cleopatra, aparentemente de la misma edad que Silvio, tiene su mismo carácter y le ayuda en el negocio.

- Miguel Ángel Tejada es el padre de Federico Tejada, un hombre de sesenta y tantos años de edad, empresario y divorciado, que ha contraído nueva unión con la joven Vanessa de diecinueve años, que tiene que soportar la presencia y actos de Federico, a la que la llama "mamá". Miguel Ángel y Vanessa acabarán teniendo una hija a la que llamarán Ramonita.

- Profesor Francisco Hermoso es el profesor de plástica para educación primaria a cuyo colegio asiste Margarita, la hija de Cubero. Tiene 55 años y está obsesionado con las conspiraciones paranoicas, las ciencias ocultas, los hechos paranormales y la ufología de forma un tanto maníaca e ingenua, aunque en algunos hechos resulta tener razón. Empezará apareciendo en el álbum Silvio José desterrado y se hará habitual, con sus tiras propias.

## Otros personajes
Con los lanzamientos de los álbumes Silvio José desterrado y Silvio José enamorado, el lector descubrirá cómo el principal personaje se deberá desenvolver en un hábitat hasta ahora muy poco frecuentado por él; el mundo exterior más allá de la puerta de casa. En estas nuevas aventuras van apareciendo nuevos personajes, aparte del citado profesor Hermoso.
En el primero de estos álbumes, Nicolás Pereda contrae nueva pareja, cuya energía y decisión pone de patitas en la calle a Silvio José, ocurriéndole desde entonces singulares aventuras en las que aparecen personajes tales como un vagabundo de procedencia extranjera y escaso español, que se dedica a recoger cobre, Gerardo Cabeza, arquitecto toxicómano, Isabel, una actriz de teatro que buscaba un compañero de piso, y que acabará abandonando el piso y a Silvio para irse con Octavio, un excéntrico practicante de skateboard de 74 años. También irrumpirán Eloy, hermano de Isabel y adicto a las cosas gratuitas o de promociones, así como Blas, el casero del piso, con quien tendrá que bregar por Silvio por las deudas contraídas. Blas es homosexual y su pareja es precisamente el profesor Hermoso.
Gracias a su madre, Silvio José empezará a trabajar de portero en un bloque de viviendas, donde no tardará en traer de cabeza a Germán, presidente de la comunidad, a Damián Cabezas, representante de la Federación de Porteros, y a todos los vecinos en general. Luego conocerá a la extraña familia Yoyoyowitz, gitanos portugueses que practican canibalismo o a Salvador, un antiguo publicista de televisión y que ahora vivía como ermitaño naturista en el bosque.
Otros personajes menores de apenas una o dos tiradas en este volumen son el Doctor Lázaro, el médico pediatra de Ramonita. Le encanta sentir el extraño placer de sufrir bochorno ante los demás y dar explicaciones lastimosas, para ello tiene en su consulta animales disecados con el miembro erecto o libros de dudosa reputación bien a la vista. Luego está Zoraida, la secretaria del Dr. De la Cuadra que le abandona para ejercer de pitonisa, Ceferino, el portero del bloque del piso de Isabel, Lola y Marta, pareja que viven en las proximidades de Salvador, o Dafne, novia de Sebastián Cubero.
En Silvio José enamorado, nuestro protagonista cae finalmente enamorado de Sandra, una chica pelirroja de metro noventa y dos que trabaja ofreciendo dudosos contratos con descuento en luz y gas, y acaban saliendo juntos. Tiene un hijo de 15 años de edad llamado Jacobo, al que manda a vivir con sus abuelos, que pertenecen a un colectivo de feriantes que actúan como una secta, con mentes trastocadas, cada uno rindiendo culto a su atracción (el Pulpo en el caso de los abuelos), a los que piden consejo para cualquier eventualidad. Luego llegará Susana, que queda prendada por Silvio José, dejando plantado a Sergio, y después irrumpirá Silvia Mellado, crítica de videojuegos y que al parecer tiene la misma personalidad irritante y egocéntrica que Silvio.
Otros personajes fugaces de este volumen son Fonseca, herbolario que usa eficazmente el subconsciente, Sonia, una anterior novia de Sergio, Martillo, amigo de Susana, o Nando, un inquilino que alquila la habitación de Silvio, 
En cuanto a los personajes "clásicos", son frecuentes historias aisladas de Gaspar Müller y el director Máximo Satrústegui y las andanzas de este para con su zoo, así como las de Sebastián Cubero, que sigue persiguiendo su sueño de ser poeta infantil; Arquímedes Puyo pierde su tienda por quiebra y va probando diferentes oficios, como vendedor callejero, empleado en una casa de empeños o vendedor ambulante de helados y Federico apenas aparece en estos dos últimos álbumes.